# 응우옌반록
응우옌반록(베트남어: Nguyễn Văn Lộc, 1922년 8월 24일 ~ 1992년 5월 31일)은 베트남의 군인 출신 정치인이다. 1966년 군사평의회 의장, 1967년 9월 대통령선거에서 티우키의 선거참모를 맡았다. 그 해 10월 남베트남의 총리에 취임하였으나 1967년 겨울에 있었던 북베트남 과 베트콩 의 선전 공세와 북베트남 공격의 부분정지로 인한 논란과 비판 끝에 1968년 5월 퇴진하였다. 1975년 베트남 이 통일되자 14번이나 탈출 시도를 한 끝에 1983년 싱가포르로 탈출하는데 성공한다.